# Imprint (uitgeverij)
Een imprint van een uitgeverij is een handelsmerk zonder zelfstandige uitgeverij. Als een uitgeverij bijvoorbeeld een collega overneemt, kan hij besluiten diens merknaam te blijven gebruiken voor een bepaald soort uitgaven. Er kunnen ook andere redenen zijn om een bepaald soort boeken of tijdschriften onder een andere naam uit te geven.
Een bekend voorbeeld is de Nederlandse  Uitgeverij Het Spectrum, die naast haar eigen merken als Prisma en Aula ook namen als Van Holkema & Warendorf, Van Goor en Van Dishoeck blijft gebruiken. Een ander voorbeeld is Boekencentrum Uitgevers met imprints als Boekencentrum, Uitgeverij Meinema en Uitgeverij Mozaïek.